# Mirage in blue/いとしい人 (Single Ver.)
「mirage in blue／いとしい人 (Single Ver.)」（ミラージュ・イン・ブルー／いとしいひと シングル・ヴァージョン）は CHEMISTRY11枚目のシングル。2004年7月7日発売。

## 解説
両A面シングル。
「mirage in blue」は、資生堂・シーブリーズCMソング。「いとしい人 （Single Ver.）」は、映画『69 sixty nine』主題歌。両曲ともアルバム『fo(u)r』には収録されず、2006年発売のベスト・アルバム『ALL THE BEST』で初収録された。
「いとしい人」はアルバム『One×One』からのリカットであるが、シングルバージョンにリアレンジされた。
カップリングにはサントリーウイスキー「角瓶」CMソングの「meaning of tears」のライブ音源を収録（オリジナルバージョンはアルバム『One×One』に収録）。

## 収録曲
1. mirage in blue
  - 作詞：浅田信一／作曲：Kazuya（GOOD LOVIN'）／編曲：U-SKE
  - 資生堂・シーブリーズ CMソング
2. いとしい人 (Single Ver.)
  - 作詞：堂珍嘉邦／作曲・編曲： SPANOVA
  - 映画『69 sixty nine』主題歌
3. meaning of tears (Live Ver.)
  - 作詞：川畑要／作曲：斎藤有太／編曲：森俊之
4. mirage in blue (Instrumental)
5. いとしい人 (Single Ver.) (Instrumental)